# Прыжки на батуте на летних Олимпийских играх 2016
Соревнования по прыжкам на батуте на летних Олимпийских играх 2016 прошли 12 и 13 августа. Спортсмены разыграли два комплекта медалей.

## Медали

### Общий зачёт
(Жирным выделено самое большое количество медалей в своей категории; принимающая страна также выделена)
| Общее количество медалей |                |        |         |        |       |
| Место                    | Страна         | Золото | Серебро | Бронза | Всего |
| 1                        | Беларусь       | 1      | 0       | 0      | 1     |
| 1                        | Канада         | 1      | 0       | 0      | 1     |
| 3                        | Китай          | 0      | 1       | 2      | 3     |
| 4                        | Великобритания | 0      | 1       | 0      | 1     |
| Всего                    | Всего          | 2      | 2       | 2      | 6     |

### Медалисты
| Дисциплина | Золото                      | Серебро                     | Бронза        |
| Мужчины    | Владислав Гончаров Беларусь | Дун Дун Китай               | Гао Лэй Китай |
| Женщины    | Розанна Макленнан Канада    | Бриони Пейдж Великобритания | Ли Дань Китай |

## Судейское жюри
Члены судейского жюри были выбраны исполнительным комитетом Международной федерации гимнастики в Лозанне в декабре 2015 года.
Председатель —  Хорст Кюнце.
Члены жюри:
- Стефан Дюшен
- Кристоф Ламберт
- Николай Макаров
- Нуну Мерину
- Дмитрий Поляруш
- Синь Лю
- Татьяна Шуйская

Судьи трудности:
- Ульф Андерссон
- Конрад Бояковский
- Даррен Гиллис
- Русудан Хоперия

Судьи техники:
- Франческа Бельтрами
- Мигель Висенте-Мариньо
- Радек Ганачек
- Анетте Дальстен Хансен
- Йоэри Де Йонге
- Маргарита Серменьо Собрино
- Йоханна Мария Хирк